# سياسة اليمين المتطرف في المملكة المتحدة

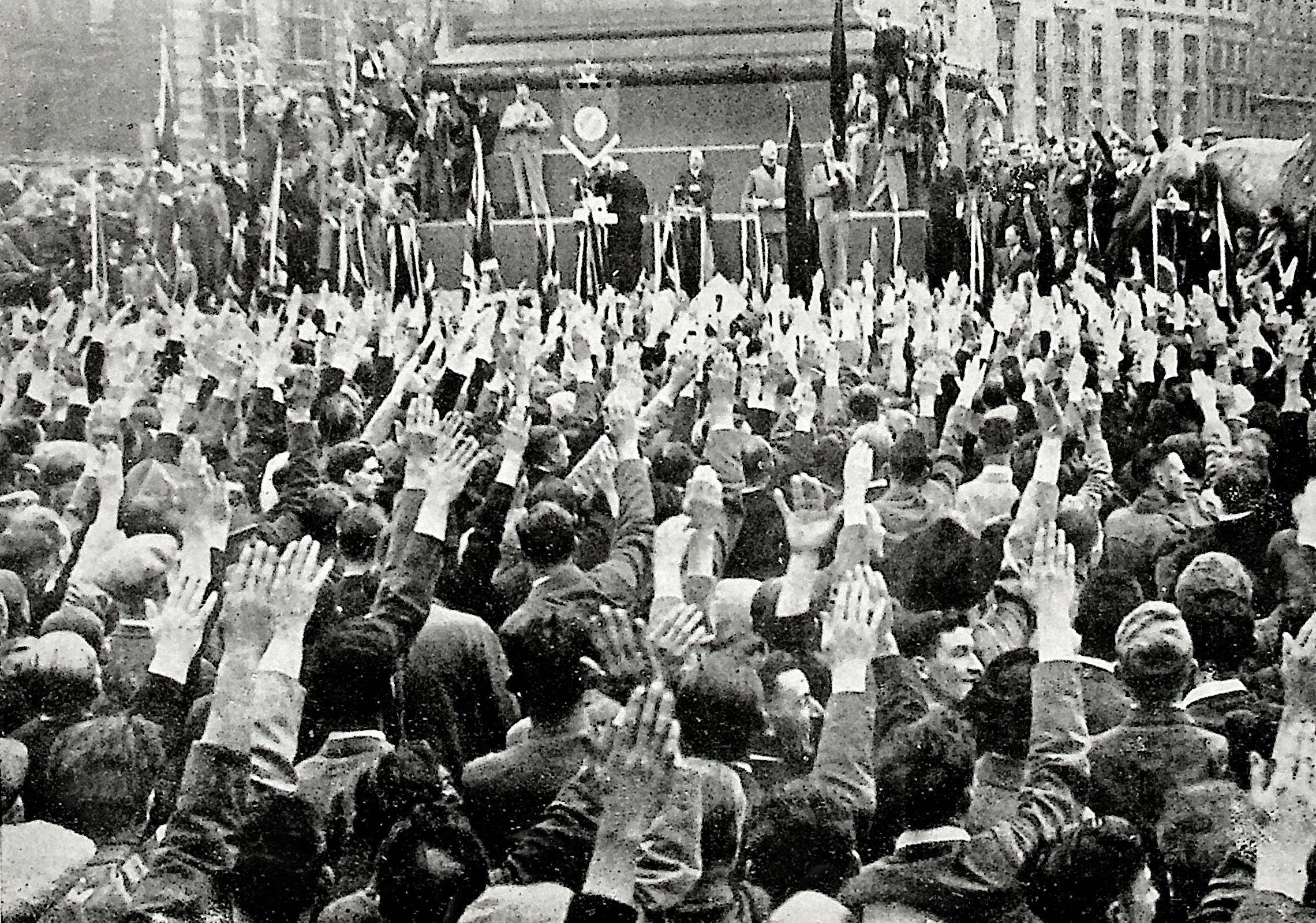
مظاهرة للفاشيين الإنجليز يؤدون التحية الرومانية في ميدان ترافالغار

بدءًا من عقد الثلاثينيات في القرن العشرين، راحت سياسة اليمين المتطرف في المملكة المتحدة تظهر للعلن، بالتزامن مع انطلاق النازية، والفاشية، والحركات المعادية للسامية. مع مرور الوقت اكتست سياسات اليمين المتطرف بطابع عنصري أكثر وضوحًا، إذ هيمنت عليها في الستينيات والسبعينيات من القرن الماضي المنظمات القومية المتطرفة البيضاء والتي عارضت هجرة غير البيض والآسيويين؛ يُذكر منها الجبهة الوطنية، والحركة البريطانية، والحزب الوطني البريطاني، أو ما عُرف باسم اتحاد الفاشيين البريطانيين. منذ ثمانينيات القرن العشرين، استُخدم المصطلح للدلالة على تلك الجماعات، مثل عصبة الدفاع الإنجليزية، التي تعلن عن رغبتها في الحفاظ على الثقافة البريطانية بتصوّرها، وأولئك الذين يطلقون حملاتهم المناهضة لوجود الأقليات الإثنية المهاجرة، والمعارضين لما يعتبرونه أعدادًا مستفحلةً مِن طالبي اللجوء.
عارضت الجبهة الوطنية والحزب الوطني البريطاني على وجه الخصوص هجرة غير البيض إلى بريطانيا. كما دفعوا في اتجاه عودة الأقليات الإثنية إلى أوطانهم: تفضّل الجبهة الوطنية فرض العودة الإجبارية، في حين يميل الحزب الوطني البريطاني إلى تطبيق سياسة العودة الطوعية إلى الوطن. كان لدى الحزب الوطني البريطاني عددًا من الأعضاء في مجالس الإدارة المحلية في  في بعض المناطق الداخلية في شرق لندن، وبلدات في يوركشاير ولانكشاير، بيرنلي وكيثلي مثلًا. مثّل شرق لندن بؤرة الدعم لتيار اليمين المتطرف في المملكة المتحدة منذ الثلاثينيات من القرن الماضي، بينما يُعتبر نجاح الحزب الوطني البريطاني في شمال إنجلترا ظاهرة أحدث عهدًا. كما تُعدّ ميدلاند الغربية المنطقة الأخرى والوحيدة في البلاد المعروفة بتقديمها مستوىً ملحوظًا من الدعم لمثل هذه الاتجاهات اليمينية.

## نبذة تاريخية

### من ثلاثينيات حتى ستينيات القرن العشرين
خرج اليمين المتطرف البريطاني من رحِم الحركة الفاشية. ففي العام 1932، أسس أوزوالد موزلي اتحاد الفاشيين البريطاني، والذي حُظر خلال الحرب العالمية الثانية. في العام 1954، تأسست عصبة أنصار الإمبراطورية على يد إيه كيه تشيستيرتون  وأصبحت أكبر الجماعات البريطانية اليمينية المتطرفة آنذاك. على كلٍّ، لم تكن العصبة سوى عبارة عن جماعة ضغط ولم تكن حزبًا سياسيًا، ولم تخض أي انتخابات. شكّل معظم أعضاها شريحةً من حزب المحافظين، وعُرف عنهم الإتيان بممارسات مثيرة للإحراج سياسيًا خلال مؤتمرات الحزب. سعى الصقور المتطرفون في الرابطة إلى الدفع لانخراطها في السياسة أكثر فأكثر، وهو ما أفضى إلى انشقاق عدد من الجماعات الأصغر، كان منها رابطة الدفاع عن البيض وحزب العمال الوطني. وخاض كلاهما الانتخابات المحلية للعام 1958، واندمجا في العام 1960 ليشكّلا الحزب الوطني البريطاني.
مع غروب شمس الإمبراطورية البريطانية الذي بات حتمًا أكيدًا، توجّهت أحزاب اليمين المتطرف البريطانية بأنظارها نحو الشؤون الداخلية. شهد عقد الخمسينيات من القرن العشرين تزايدًا في موجة الهجرة إلى المملكة المتحدة من مستعمراتها السابقة، وخصوصًا من الهند، والباكستان، ومنطقة البحر الكاريبي، وأوغندا. تحت قيادة جون بين وأندرو فاونتان، عارض الحزب الوطني البريطاني قبول هؤلاء المهاجرين على أراضي المملكة المتحدة. وأسفرت عدد من مظاهرات الحزب إلى اضطرابات عِرقية، كمظاهرة ميدان ترفلغار بلندن في العام 1962. بعد تحقيقه عدة نجاحات مبكرة، عصفت بالحزب أزمات وخلافات داخلية أدت إلى انهياره. وفي العام 1967، تحالف الحزب مع جون تيندال وبقايا عصبة أنصار الإمبراطورية التي أسسها تشيستيرتون، وشكّلوا الجبهة الوطنية.
في العام 1961، تأسس نادي الإثنين للمحافظين، وهو عبارة عن مجموعة يمينية متطرفة ضمن صفوف حزب المحافظين. تمثّل هدفها المعلن في «ضمان حرية المواطن، والحفاظ على سلامة الأسرة تمشيًا مع عادات، وتقاليد، وهوية الشعب البريطاني». واستعلنوا بمعارضتهم العامة لدول ما بعد الاستعمار وحركة الهجرة، بالإضافة إلى دعمهم لخطّ الاتحاديّة المتشدد الموالي لبريطانيا في أيرلندا الشمالية.